# Segunda División de México 1970-71
La Temporada 1970-71 de la Segunda División de México fue el vigésimo segundo torneo de la historia de la segunda categoría del fútbol mexicano. El San Luis se coronó campeón de la categoría por primera ocasión, siendo además el primer equipo que ganó el campeonato de la segunda categoría en su primera temporada tras ascender desde la Tercera División.

## Cambios
- Zacatepec y Puebla ascendieron a Primera División.
- San Luis ascendió desde la Tercera División como campeón de esa categoría, además también subieron los clubes Atlético Cuernavaca, Cuautla, Querétaro y Universidad Veracruzana tras ganar sus series de promoción.

### Durante la temporada
- Durante el partido de la jornada 20 se desató una bronca en el partido Zamora contra Morelia, tras este suceso el equipo moreliano fue descalificado de la temporada, todos sus partidos fueron anulados.[3]

## Formato de competencia
Los dieciocho equipos compiten en un grupo único, todos contra todos a visita recíproca. Se coronará campeón el equipo con la mayor cantidad de puntos y conseguirá el ascenso; si al final de la campaña existiera empate entre dos equipos en la cima de la clasificación, se disputaría un duelo de desempate para definir al campeón, esto claro sin considerar de por medio ningún criterio de desempate.

## Equipos participantes

### Equipos por Entidad Federativa
| Entidad Federativa | N.º | Equipos                           |
| ------------------ | --- | --------------------------------- |
| Michoacán          | 3   | La Piedad, Morelia y Zamora       |
| Tamaulipas         | 3   | Ciudad Madero, Tampico y Victoria |
| Guanajuato         | 2   | Salamanca y Unión de Curtidores   |
| Morelos            | 2   | Atlético Cuernavaca y Cuautla     |
| Nuevo León         | 2   | Nuevo León y Tigres UANL          |
| Estado de México   | 1   | Naucalpan                         |
| Jalisco            | 1   | Nacional                          |
| Nayarit            | 1   | Tepic                             |
| Querétaro          | 1   | Querétaro                         |
| San Luis Potosí    | 1   | San Luis                          |
| Veracruz           | 1   | Universidad Veracruzana           |

### Información sobre los equipos participantes
| Equipo                  | Ciudad                               | Estadio                |
| ----------------------- | ------------------------------------ | ---------------------- |
| Atlético Cuernavaca     | Cuernavaca, Morelos                  | Centenario             |
| Cuautla                 | Cuautla, Morelos                     | Isidro Gil Tapia       |
| La Piedad               | La Piedad, Michoacán                 | Juan N. López          |
| Madero                  | Ciudad Madero, Tamaulipas            | Tamaulipas             |
| Atlético Morelia        | Morelia, Michoacán                   | Venustiano Carranza    |
| Nacional                | Guadalajara, Jalisco                 | Jalisco                |
| Naucalpan               | Naucalpan, Estado de México          | Unidad Cuauhtémoc      |
| Nuevo León              | Monterrey, Nuevo León                | Tecnológico            |
| Querétaro               | Santiago de Querétaro, Querétaro     | Municipal de Querétaro |
| Salamanca               | Salamanca, Guanajuato                | El Molinito            |
| San Luis                | San Luis Potosí, S.L.P.              | Plan de San Luis       |
| Tampico                 | Tampico, Tamaulipas                  | Tamaulipas             |
| Tepic                   | Tepic, Nayarit                       | Nicolás Álvarez Ortega |
| Tigres U.A.N.L.         | San Nicolás de los Garza, Nuevo León | Universitario          |
| Unión de Curtidores     | León, Guanajuato                     | La Martinica           |
| Universidad Veracruzana | Xalapa, Veracruz                     | Antonio M. Quirasco    |
| Victoria                | Ciudad Victoria, Tamaulipas          | Marte R. Gómez         |
| Zamora                  | Zamora, Michoacán                    | Moctezuma              |

## Tabla general
| Pos. | Equipo                  | Pts. | PJ | G  | E  | P  | GF | GC | Dif. | Clasificación 1971-72      |
| ---- | ----------------------- | ---- | -- | -- | -- | -- | -- | -- | ---- | -------------------------- |
| 1    | San Luis (C)            | 45   | 32 | 16 | 13 | 3  | 50 | 26 | +24  | Ascenso a Primera División |
| 2    | Zamora                  | 40   | 32 | 17 | 6  | 9  | 51 | 32 | +19  |                            |
| 3    | Tampico                 | 39   | 32 | 13 | 13 | 6  | 50 | 33 | +17  |                            |
| 4    | Naucalpan               | 39   | 32 | 15 | 9  | 8  | 41 | 28 | +13  |                            |
| 5    | Querétaro               | 38   | 32 | 14 | 10 | 8  | 50 | 37 | +13  |                            |
| 6    | Tigres UANL             | 38   | 32 | 14 | 10 | 8  | 37 | 28 | +9   |                            |
| 7    | Unión de Curtidores     | 36   | 32 | 14 | 8  | 10 | 46 | 37 | +9   |                            |
| 8    | La Piedad               | 36   | 32 | 10 | 16 | 6  | 39 | 35 | +4   |                            |
| 9    | Tepic                   | 30   | 32 | 9  | 12 | 11 | 34 | 53 | −19  |                            |
| 10   | Nacional                | 29   | 32 | 8  | 13 | 11 | 50 | 47 | +3   |                            |
| 11   | Salamanca               | 29   | 32 | 12 | 5  | 15 | 35 | 49 | −14  |                            |
| 12   | Cuautla                 | 28   | 32 | 9  | 10 | 13 | 41 | 48 | −7   |                            |
| 13   | Atlético Cuernavaca     | 26   | 32 | 9  | 8  | 15 | 37 | 47 | −10  |                            |
| 14   | Ciudad Madero           | 26   | 32 | 8  | 10 | 14 | 33 | 49 | −16  |                            |
| 15   | Ciudad Victoria         | 24   | 32 | 8  | 8  | 16 | 33 | 46 | −13  |                            |
| 16   | Universidad Veracruzana | 21   | 32 | 4  | 13 | 15 | 23 | 38 | −15  |                            |
| 17   | Nuevo León (D)          | 20   | 32 | 6  | 8  | 18 | 26 | 43 | −17  | Descenso de categoría      |
| 18   | Morelia                 | 0    | 0  | 0  | 0  | 0  | 0  | 0  | 0    | Descalificado              |

 Fuente: RSSSF
Notas:
1. ↑  Debido a hechos violentos en un partido entre el Morelia y el Zamora disputado el 29 de abril de 1971, la Federación Mexicana de Fútbol decidió descalificar al equipo, y anular todos los partidos que hasta ese momento habían disputado.

|                               |
| San Luis Campeón 1.er título. |

### Resultados
| Local \ Visitante   | ATC | CUA | LPD | MAD | NAC | NAU | NL  | QUE | SAL | SNL | TAM | TEP | UDC | UNL | UV  | VIC | ZAM |
| ------------------- | --- | --- | --- | --- | --- | --- | --- | --- | --- | --- | --- | --- | --- | --- | --- | --- | --- |
| Atlético Cuernavaca | —   | 2–0 | 1–3 | 1–1 | 1–1 | 3–1 | 1–0 | 1–2 | 0–1 | 0–0 | 1–1 | 5–1 | 3–0 | 0–1 | 1–0 | 0–0 | 0–2 |
| Cuautla             | 2–0 | —   | 1–1 | 4–0 | 3–0 | 0–0 | 0–1 | 3–1 | 1–2 | 2–2 | 0–1 | 1–1 | 1–1 | 0–0 | 2–1 | 1–0 | 4–1 |
| La Piedad           | 1–1 | 2–0 | —   | 2–1 | 1–1 | 1–0 | 1–1 | 1–1 | 4–1 | 2–2 | 2–2 | 1–0 | 2–1 | 0–0 | 2–2 | 1–0 | 0–0 |
| Ciudad Madero       | 1–1 | 1–1 | 3–3 | —   | 1–1 | 2–0 | 2–1 | 1–0 | 4–1 | 1–2 | 1–1 | 0–0 | 1–1 | 1–2 | 3–1 | 0–0 | 1–0 |
| Nacional            | 3–1 | 1–2 | 0–0 | 6–1 | —   | 3–4 | 1–2 | 2–0 | 5–2 | 0–4 | 2–2 | 5–1 | 2–3 | 1–2 | 2–0 | 0–2 | 1–1 |
| Naucalpan           | 3–1 | 2–1 | 0–1 | 3–0 | 0–0 | —   | 1–0 | 2–2 | 1–1 | 1–2 | 1–0 | 4–0 | 1–0 | 0–0 | 1–0 | 3–0 | 3–0 |
| Nuevo León          | 1–2 | 3–1 | 0–0 | 1–3 | 0–5 | 0–1 | —   | 3–1 | 0–0 | 2–2 | 0–1 | 1–2 | 2–1 | 0–1 | 0–0 | 1–1 | 1–2 |
| Querétaro           | 2–0 | 4–0 | 2–0 | 1–0 | 1–1 | 1–1 | 3–0 | —   | 1–0 | 0–0 | 4–1 | 3–0 | 2–1 | 0–0 | 2–2 | 3–0 | 3–1 |
| Salamanca           | 3–1 | 0–1 | 1–1 | 1–2 | 3–1 | 0–2 | 2–1 | 2–1 | —   | 0–3 | 1–0 | 1–1 | 0–1 | 3–1 | 3–0 | 1–0 | 1–0 |
| San Luis            | 1–0 | 1–1 | 3–1 | 1–1 | 1–1 | 1–0 | 1–1 | 4–1 | 1–0 | —   | 2–1 | 1–0 | 1–1 | 2–0 | 1–0 | 5–2 | 0–1 |
| Tampico             | 3–2 | 3–1 | 4–0 | 1–0 | 0–0 | 5–1 | 1–0 | 2–2 | 2–1 | 0–0 | —   | 7–1 | 0–0 | 1–1 | 0–0 | 0–0 | 4–3 |
| Tepic               | 2–2 | 5–2 | 2–2 | 1–0 | 0–0 | 1–1 | 1–0 | 0–1 | 1–1 | 1–1 | 1–0 | —   | 2–0 | 1–1 | 1–1 | 2–1 | 0–2 |
| Unión de Curtidores | 4–2 | 4–1 | 1–0 | 2–0 | 1–2 | 0–1 | 1–0 | 4–1 | 4–0 | 0–3 | 3–3 | 3–1 | —   | 1–0 | 0–0 | 1–1 | 3–1 |
| Tigres UANL         | 2–1 | 3–2 | 1–0 | 2–1 | 3–0 | 1–1 | 1–0 | 3–3 | 3–0 | 2–1 | 0–1 | 1–1 | 0–1 | —   | 1–0 | 3–0 | 0–0 |
| U. Veracruzana      | 0–1 | 1–1 | 2–1 | 1–0 | 1–1 | 0–1 | 1–1 | 0–0 | 0–1 | 0–0 | 1–2 | 1–2 | 1–1 | 2–0 | —   | 2–1 | 1–1 |
| Ciudad Victoria     | 1–2 | 1–1 | 0–2 | 2–0 | 2–2 | 0–0 | 3–1 | 1–2 | 2–1 | 0–1 | 2–1 | 1–2 | 3–1 | 3–2 | 3–1 | —   | 1–2 |
| Zamora              | 4–0 | 3–1 | 1–1 | 5–0 | 2–0 | 2–1 | 0–2 | 1–0 | 4–1 | 4–1 | 0–0 | 3–0 | 0–1 | 1–0 | 2–1 | 2–0 | —   |